# Kräuterbach (Traisen)
Der Kräuterbach ist ein linker Zufluss zur Traisen bei Lehenrotte in Niederösterreich.
Der Kräuterbach entspringt nördlich unterhalb des Türnitzer Höger (1372 m ü. A.), nimmt nach knapp zwei Kilometer rechts den Bach von Föhrenstein auf, der die Westseite des Föhrensteins (921 m ü. A.) entwässert und später den Bach von Windhag, der im Bannwald südlich vom Jagdhaus Windhag hervorquellt. Der Kräuterbach mündet in Lehenrotte von rechts in die Traisen.
Das Einzugsgebiet des Kräuterbaches umfasst 9,3 km² in großteils bewaldeter Landschaft.
Die Deutung des Namens ist unsicher. Das Bestimmungswort könnte sich vom althochdeutschen Wort krīda für 'Kreide' ableiten.